# Куверпис
Куверпис (фр. Couvertpuis) насеље је и општина у североисточној Француској у региону Лорена, у департману Меза која припада префектури Бар ле Дик.
По подацима из 2011. године у општини је живело 88 становника, а густина насељености је износила 9,92 становника/km². Општина се простире на површини од 8,87 km². Налази се на средњој надморској висини од 266 метара (максималној 344 m, а минималној 257 m).

## Демографија
| 1962. | 1968. | 1975. | 1982. | 1990. | 1999. | 2011. |
| ----- | ----- | ----- | ----- | ----- | ----- | ----- |
| 109   | 130   | 137   | 134   | 104   | 90    | 88    |

График промене броја становника у току последњих година